# Hyperomyzus sinilactucae
Hyperomyzus sinilactucae är en insektsart. Hyperomyzus sinilactucae ingår i släktet Hyperomyzus och familjen långrörsbladlöss. Inga underarter finns listade i Catalogue of Life.